# Краевский, Бронислав Игнатьевич
Бронислав Игнатьевич Краевский (1893—1938) — командующий войсками ряда военных округов, капитан 2-го ранга.

## Биография
Родился в польской семье, беспартийный. С 9 апреля до 27 августа 1920 являлся командующим Беломорского военного округа. С 5 октября 1920 до 24 июля 1921 командовал Заволжским военным округом. Перед арестом служил помощником начальника 4-го отдела штаба Тихоокеанского флота. Арестован 5 января 1938 и 5 марта 1938 внесён в список лиц Дальневосточного края, подлежащих суду Военной коллегии Верховного суда СССР по 1-й категории (расстрел). Расстрелян 17 августа 1938 во Владивостоке.